# Porfirio Croes
Porfirio 'Fichi'  Croes (Aruba, 21 oktober 1919 – Aruba, 23 augustus 2001) was een Arubaans politicus

## Politieke Carrière
Croes is lid geweest van meerdere partijen. Origineel van de Arubaanse Volkspartij (AVP), Croes besloot in 1949 samen met Juancho Irausquin de Arubaanse Patriottische Partij (PPA) op te richten. In 1955 na de tweede verkiezing van eilandsraad van Aruba werd Croes tot gedeputeerde gekozen van Departement van Sociale- en Arbeidszaken, Volkshuisvesting en Personele Zaken. Op 25 mei 1959 vond in Aruba de derde eilandraads verkiezing plaats waar Croes toen de lijsttrekker was voor de Christen-Democratische Partij (PDC), een afsplitsingspartij van de PPA. Zijn partij levert maar één zetel. 